# Cayo Lelio Sapiens
Cayo o Gayo Lelio Sapiens  fue un político romano conocido por su amistad con el militar y político Publio Cornelio Escipión Emiliano.  Fue elegido cónsul en 140 a. C. con la ayuda de Emiliano tras fracasar en la campaña del año anterior.
Era hijo y heredero del político y militar Cayo Lelio, que fue cónsul en 190 a. C. Su padre había sido un gran amigo del abuelo adoptivo de Escipión Emiliano, Escipión el Africano, y había servido bajo sus órdenes durante la segunda guerra púnica, destacando en el ataque naval a Carthago Nova (Cartagena) y en la batalla de Zama. La identidad de la madre de Lelio se desconoce.

## Carrera política
Lelio fue tribuno de la plebe en 151 a. C., pretor en 145 a. C., y fue candidato al consulado en 141 a. C.,  pero retiró su candidatura debido a las falsas promesas del homo novus, Quinto Pompeyo, que prometió renunciar, pero que en el último momento repuso su candidatura tras la retirada formal de Lelio. Quinto Pompeyo (que procedía de una familia ligada tradicionalmente a los Escipiones) se convirtió en cónsul junto a Cneo Servilio Cepión.
Escipión Emiliano logró finalmente que su amigo fuera elegido cónsul al año siguiente, junto a Quinto Servilio Cepión, que se convertía así en el tercer hermano de esa familia que alcanzaba el consulado de forma consecutiva.
De filosofía refinada, Lelio carecía de talento militar, como lo demostró su campaña como pretor de Hispania Citerior contra los lusitanos y su jefe guerrillero Viriato, donde fue más un estadista de parte de Quinto Fabio Máximo Emiliano que un soldado. Cicerón menciona que Lelio tuvo éxito ante Viriato, facilitando las victorias de Emiliano, pero ningún otro historiador del conflicto atribuye victorias en sí a Lelio, lo que hace plantearse que Cicerón exagera, o que Lelio podría haberse limitado a seguir una estrategia cauta hasta la llegada de Fabio.
No está clara la fecha en la que Lelio recibió el cargo de la Citerior. Podría haber sido en 145, las mismas fechas y durante los mismos dos años que Emiliano tuvo el de la Ulterior, o podría haber llegado el segundo año, sustituyendo a un predecesor que podría tratarse de Cayo Nigidio.
Adquirió el cognomen «Sapiens» (Sabio) debido a su decisión de no llevar a cabo esfuerzos a favor en la reforma de política agraria, que estaba empezando a crear graves disensiones en el Senado.  Esta reforma había sido impulsada inicialmente por Escipión Emiliano, pero tras la falta de unanimidad en el Senado, decidió abandonarla. Lelio consideró prudente no avivar las disputas senatoriales, sin embargo, su falta de voluntad le había llevado a un cisma político con el círculo de Escipión. Tras el abandono de la reforma agraria por Escipión y sus aliados, ésta fue retomada por Publio Mucio Escévola y Publio Licinio Craso Dives Muciano y finalmente por Cayo Sempronio Graco y Tiberio Sempronio Graco.

## Importancia cultural
Lelio perteneció al círculo de Escipión, un grupo de amigos, aliados políticos y grecófilos, que se habían unido bajo el liderazgo del rico y bien relacionado Publio Cornelio Escipión Emiliano, heredero del poderoso clan de los Escipiones. Emiliano actuó como mecenas de estudiosos, filósofos e historiadores de origen griego. De entre estos destacan el historiador Polibio y el dramaturgo Terencio.
Lelio tuvo dos yernos que alcanzaron el consulado, Cayo Fannio, que fue cónsul en 122 a. C. (con la ayuda de Cayo Sempronio Graco) y Quinto Mucio Escévola Augur, que fue elegido cónsul en 117 a. C. Escévola Augur fue un destacado jurista y retórico, mentor de grandes hombres como Cicerón. El joven Cicerón aprendió mucho de Lelio a través de Escévola Augur.
En su trabajo De amicitia, Cicerón representa a Lelio y a Escipión como el paradigma de la amistad.
Lelio también se distinguió en la ciencia augural, ya que, según Cicerón, Lelio y un buen augurio eran términos intercambiables.

## Familia
Según Cicerón, basándose en la información de primera mano de Escévola Augur, Lelio estuvo casado durante toda su vida con la misma mujer, cuyo nombre no menciona. Fruto de este matrimonio nacieron dos niñas, las cuales se casaron respectivamente con dos cónsules. Según Cicerón, la esposa de Escévola el Augur y su hija eran conocidas en Roma por la pureza de su latín. La hija de Escévola el Augur se casó con Lucio Licinio Craso, cónsul en 95 a. C. Craso y Mucia tuvieron dos hijas, una de las cuales se casó con el pretor Publio Cornelio Escipión Nasica, y la otra con Quinto Cecilio Metelo Pío. Por ello descienden de Lelio varios cónsules y censores, que incluyen a Quinto Cecilio Metelo Escipión.

## Actuaciones posteriores
Tras el tribunado de Tiberio Sempronio Graco, en el año 133 a. C., sus opiniones políticas comenzaron a cambiar. Ayudó a los cónsules del año 132 a. C. a examinar el caso de Cayo Blosio de Cumas y de otros partidarios de Tiberio Graco, y en 130 a. C., habló en contra de la rogatio Papiria, que habría permitido a los tribunos de la plebe ser reelegidos año a año en forma indefinida.
Pero a pesar de que Lelio fue el oponente vigoroso de los líderes populares de su época, los tribunos de la plebe Cayo Licinio Craso, 145 a. C., Cneo Papirio Carbón, 131 a. C., y Cayo Sempronio Graco 123-122 a. C., no tenía las cualidades de un gran orador. A pesar de que sus discursos eran mejores que los de su contemporáneo y rival Servio Sulpicio Galba, este fue sin duda más elocuente.
Lelio es el principal interlocutor en el diálogo de Cicerón De amicitia, es uno de los oradores en el De senectute y en la De re publica representa la realidad de la justicia contra el escéptico Filo.